# Isla Plaza Norte
La Isla Plaza Norte es el nombre que recibe un islote deshabitado que posee una superficie de 8,8 hectáreas (0,08 kilómetros cuadrados) que se encuentra cerca a la isla de Santa Cruz en el archipiélago y parque nacional de las Islas Galápagos, incluida administrativamente en la provincia de Galápagos, al oeste del país sudamericano de Ecuador. Se localiza a 40,2 kilómetros del centro del archipiélago y cuenta con un litoral costero que alcanza los 2,07 kilómetros. En la isla se pueden encontrar entre otros animales, iguanas, tortugas y leones marinos. Junto la Isla Plaza Sur forma parte del grupo de las islas Plazas, nombradas así en honor de un presidente ecuatoriano.